# ترلیکو
ترلیکو (به چکی: Těrlicko) یک ناحیه در جمهوری چک است که در Karviná District واقع شده‌است.

## خصوصیات
ترلیکو ۲۴٫۶۵ کیلومترمربع مساحت و ۴٬۲۰۲ نفر جمعیت دارد و ۲۶۰ متر بالاتر از سطح دریا واقع شده‌است.

## نگارخانه

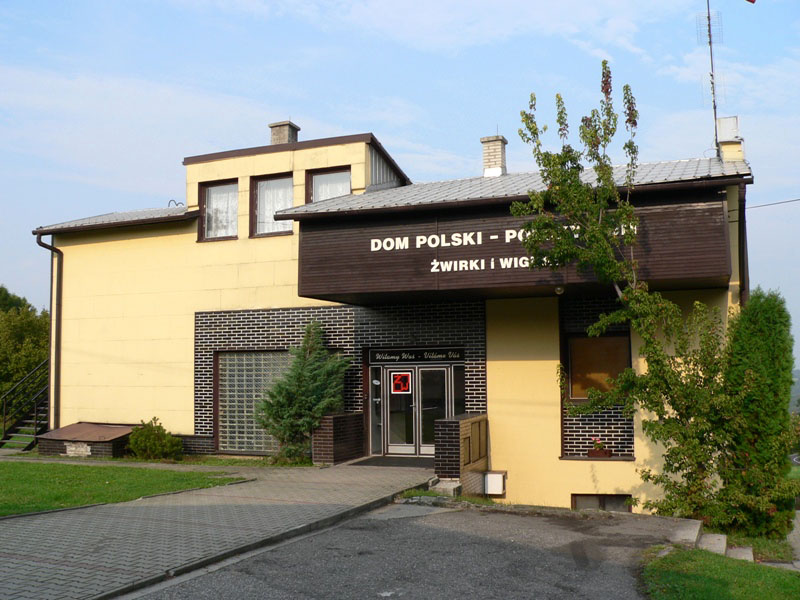
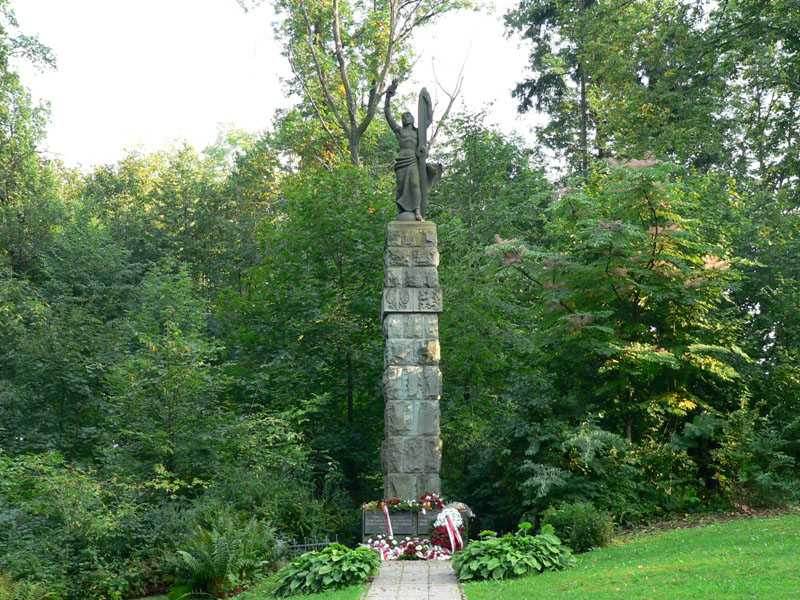
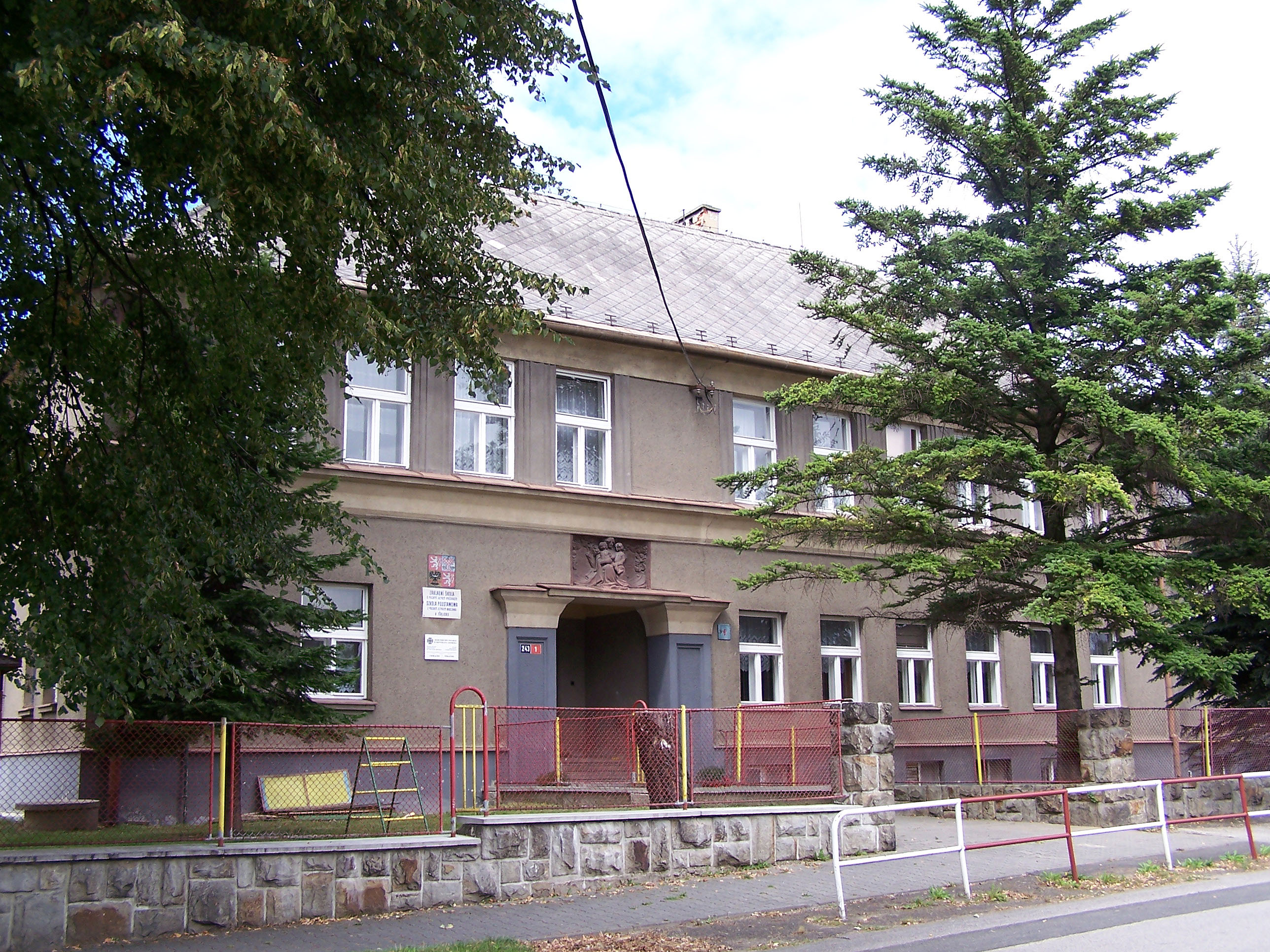